# Titus Giger

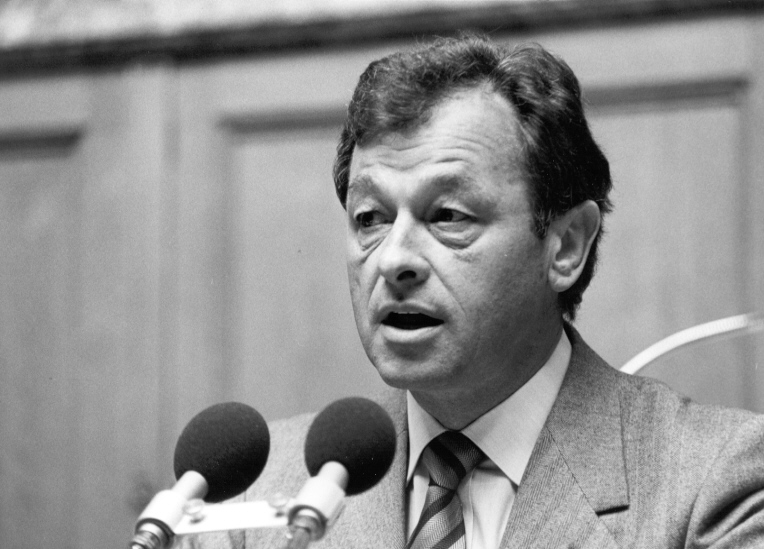
Titus Giger im Nationalrat (1986)

Titus Giger (* 4. Februar 1932 in Murg (Quarten); † 5. Januar 2021 in Unterterzen (Quarten)) war ein Schweizer Bauunternehmer und Politiker (FDP).
Giger bildete sich an der Bauschule in Unterentfelden zum Techniker TS aus und übernahm nach dem Tod seines Vaters 1966, zusammen mit seinem Bruder Beat, die väterliche Baufirma Giger AG in Murg.
Im Jahr 1965 wurde er in den Gemeinderat von Quarten gewählt und sass von 1968 bis 1984 im Grossen Rat des Kantons St. Gallen und präsidierte diesen im Amtsjahr 1982/83. Zum 28. November 1983 wurde er in den Nationalrat gewählt und war dort unter anderem in der Verkehrs-, der Energie- und der Wirtschaftskommission, sowie der Kommission für öffentliche Bauten. Zum 3. Dezember 1995 schied er aus der grossen Kammer aus.
Er hatte diverse Verwaltungsratsmandate bei Verkehrs- und Kraftwerkunternehmen. Von 1965 bis 1997 war er Präsident der Ortsbürgergemeinde Murg.